# Samojlovicha (kulle)
Samojlovicha är en kulle i Antarktis. Den ligger i Östantarktis. Norge gör anspråk på området. Toppen på Samojlovicha är 1 600 meter över havet.
Terrängen runt Samojlovicha är huvudsakligen en högslätt. Trakten är obefolkad. Det finns inga samhällen i närheten.